# سیارک ۳۸۴۹
سیارک ۳۸۴۹ (به انگلیسی: 3849 Incidentia، نامگذاری:1984FC) سه هزار و هشتصد و چهل و نهمین سیارک کشف شده‌است که در ۳۱ مارس ۱۹۸۴ کشف شد.
قدر مطلق سیارک برابر ۱۳٫۱۰ است.